# La Liberté invitant les artistes à prendre part à la 22e exposition des Indépendants
La Liberté invitant les artistes à prendre part à la 22e exposition des Indépendants est un tableau réalisé par le peintre français Henri Rousseau en 1905-1906. De format vertical, cette huile sur toile exécutée dans le style naïf caractéristique de l'artiste est une peinture allégorique qui lui sert à célébrer le Salon des indépendants. Il y représente la Liberté sous les traits d'un ange musicien survolant des artistes qui convergent autour d'un lion, au pied d'arbres pavoisés. L'œuvre est conservée au musée national d'Art moderne de Tokyo, à Tokyo, au Japon.

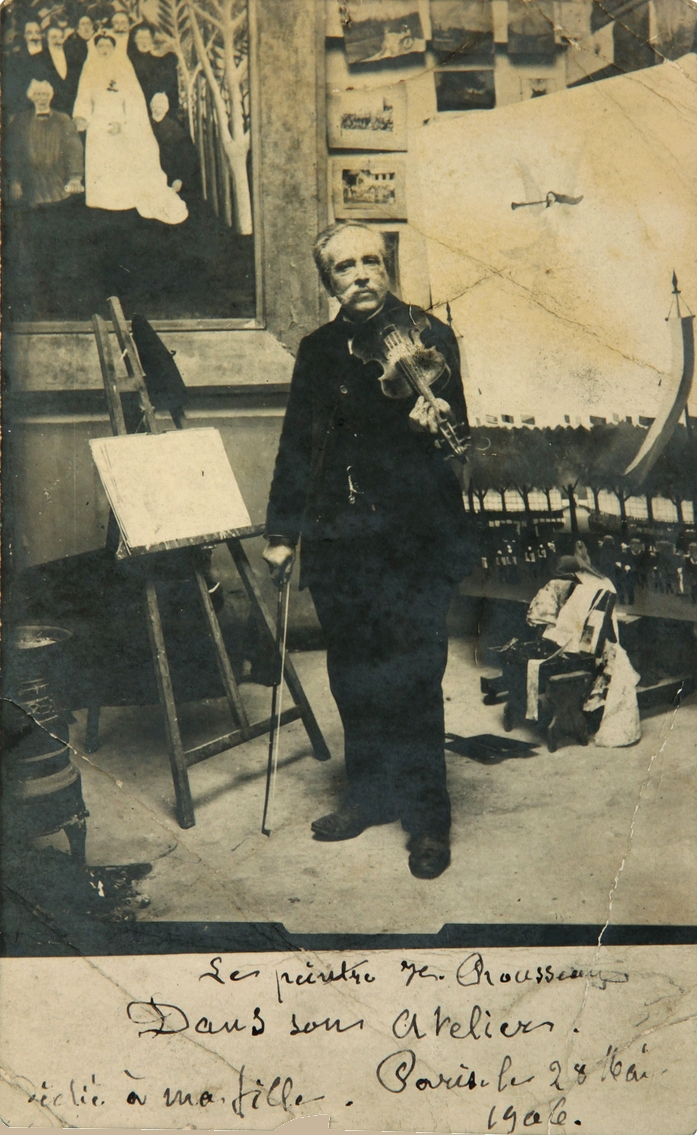
Photographie d'Henri Rousseau entre La Noce et La Liberté invitant les artistes à prendre part à la 22e exposition des Indépendants.